# Julia Boutros

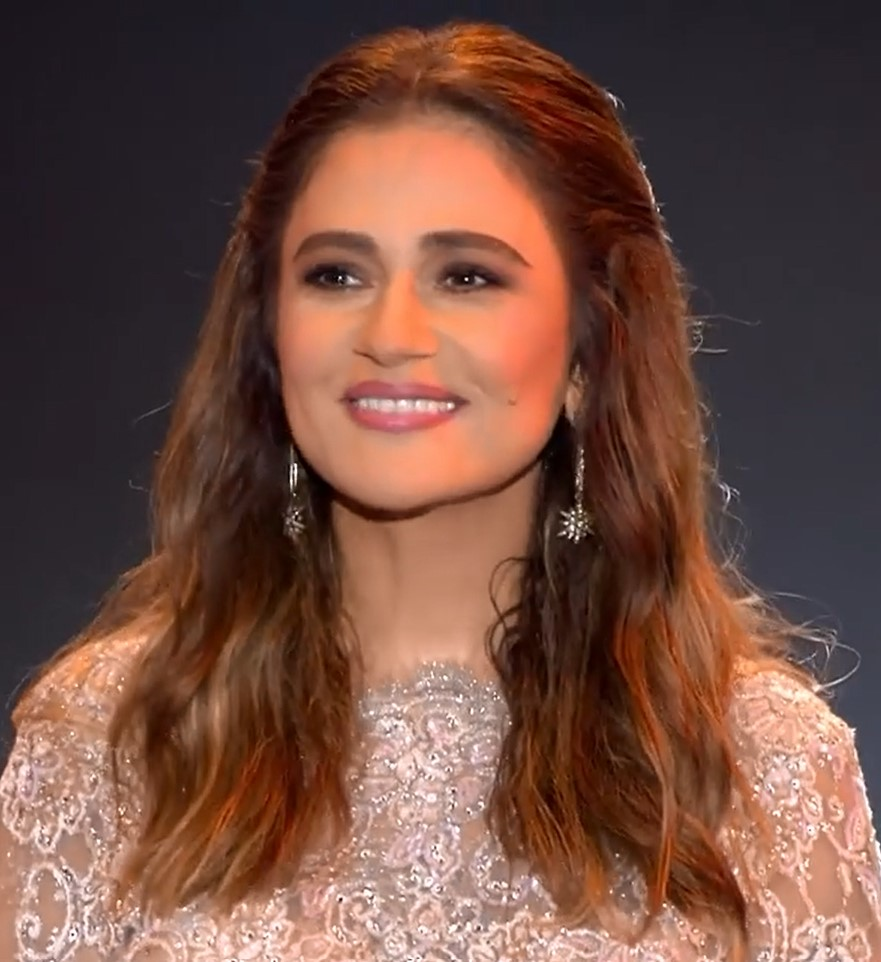
Julia Boutros (2016)

Julia Boutros (geboren am 1. April 1968 in Beirut) ist eine libanesische Sängerin.

## Leben und Karriere
Boutros wurde in Beirut in eine christlich-maronitische Familie hineingeboren. Ihr Vater stammt aus Tyros und die Mutter aus Palästina mit armenischen Wurzeln. Sie hat noch einen Bruder namens Ziad Boutros.
Zunächst ging sie in Beirut auf die „Rosary Sister Schools“ und sang dort im Schulchor. Im Alter von 12 Jahren nahm sie ihr erstes Lied mit französischem Text unter dem Titel A Maman in den Elias Al Rahbani Studios auf. Initiiert wurde das ganze durch ihren damaligen Musiklehrer Fouad Fadel. Es entstanden noch zwei weitere Lieder mit dem Titel C’est la Vie und Viens dans ma Vie. Mit 17 sang sie ihren bedeutendsten Song Ghabet Shams El Haq. 1996 heiratete sie und gebar 1997 ihr erstes Kind.
Im Laufe ihrer Sängerkarriere ergriff Boutros mehrmals Partei für politische Bewegungen und Personen. So veröffentlichte sie im Jahre 2006 die Single „Ahibaii“ (Meine Geliebten) deren Text vom Generalsekretär der Hisbollah Hassan Nasrallah stammt. Den Erlös aus ihren Liedern spendete sie teilweise an Familien getöteter Opfer des Libanonkriegs 2006. Ebenso unterstützte sie mit ihren Liedern Widerstandsgruppen gegen Israel im Gazastreifen.

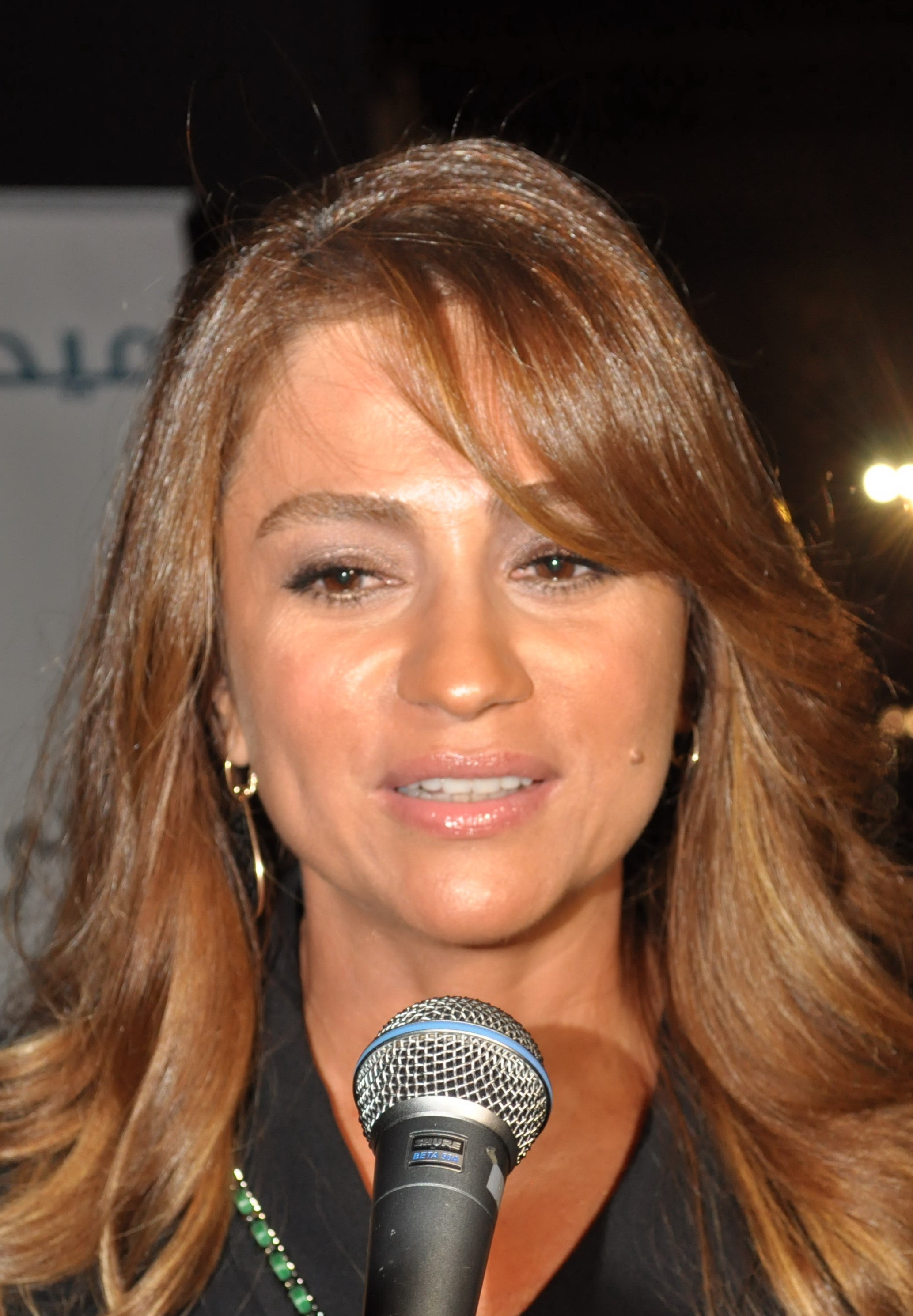
Julia Boutros auf dem Beirut Holidays Festival, 2012

Im Bürgerkrieg in Syrien (ab 2011) stellte sie sich auf die Seite des syrischen Präsidenten Baschar al-Assad.
Boutros ist mit dem früheren libanesischen Erziehungsminister Elias Abu Saab verheiratet und Mutter zweier Söhne.

## Diskografie

### Studioalben
- 1982: C'est La Vie
- 1985: Ghabet Shams El Haq
- 1987: Wain Msafer
- 1991: Hikayet Ataba
- 1994: Kosass
- 1996: Al Kharar
- 1998: Shi Gharib
- 2001: Bisaraha
- 2004: La B'ahlamak
- 2006: Ta'awadna Aleik
- 2012: Yawman Ma
- 2012: Miladak
- 2014: Hkayet Watan
- 2016: Ana Meen

### Livealben
- 1989: Haflet Sour
- 2010: Live At Casino Du Liban (+DVD)
- 2013: Live At Platea

### Singles (Auswahl)
- 1985: Ghabet Shams El Haq
- 1989: Wein Al Malayeen
- 1994: Ya Ossas
- 1998: Shi Gharib
- 2004: Betnafas Hirriyi
- 2011: Moukawem
- 2011: Yawman Ma